# Perineuriom
Das Perineuriom zählt zu den gutartigen Tumoren der Nerven. Er besteht nahezu vollständig aus neoplastisch veränderten Zellen des Perineuriums. Diese dienen im Normalzustand dazu, die Nervenfasern in Bündeln zusammenzufassen. Daneben beobachtet man auch Perineuriome des Weichteilgewebes ohne direkten Zusammenhang mit Nerven, Extraneurinale Perineuriome. Beide Varianten des Perineurioms sind außerordentlich selten und machen weniger als 1 % aller Nerventumore aus. Nach der WHO-Klassifikation der Tumoren des zentralen Nervensystems werden sie überwiegend als Grad I eingestuft.
Klinisch zeigen sich intraneurale Perineuriome als weniger als 10 cm Auftreibungen mit Schwellung und Funktionsausfall. werden sie durch Muskelatrophie symptomatisch. Metastasen sind nicht bekannt. Makroskopisch beobachtet man in Biopsien eine segmentale Verdickung des Nervenstranges. Histologisch finden sich konzentrische Schichten der neoplastischen Zellen um die Nervenfasern, die an eine Zwiebelschale erinnern. Perineurome des Weichteilgewebes zeigen sich als 1,5 bis 7 cm große Knoten. Sie zeigen histologisch eine strangartige Struktur mit spindelförmigen Epineuralzellen, teilweise.
Perineuriome können chirurgisch entfernt werden, dies geht jedoch meist mit dem Verlust der verbleibenden intakten Nervenfasern einher, so dass man hier nach einer diagnostischen Biopsie meistens abwartet. Rezidive und Metastasen treten nicht auf.